# Imamuzzaman Chowdhury
Pour les articles homonymes, voir Chowdhury.
Imamuzzaman Chowdhury est un général de division de l'armée du Bangladesh à la retraite qui a joué un rôle majeur dans la prévention de la tentative de coup d'État au Bangladesh en 1996.

## Carrière
Chowdhury a combattu dans la guerre de libération du Bangladesh en tant que lieutenant. Il a été décoré du Bir Bikrom (en) pour son rôle dans cette guerre. Il a été officier d'état-major principal auprès du Premier ministre du Bangladesh. Il a pris sa retraite de l'armée du Bangladesh en 2001. Il a empêché le mouvement des soldats mutinés vers Dacca, ce qui a conduit à l'échec de la tentative de coup d'État au Bangladesh en 1996.
Le 22 octobre 2003, Chowdhury a été nommé président de la Bangladesh Chemical Industries Corporation (en), une entreprise d'État, pour un contrat de trois ans. C'est pendant son mandat de président que dix camions d'armes et de munitions ont été récupérés sur la jetée de Chittagong Urea Fertilizer Limited (en), une filiale de Bangladesh Chemical Industries Corporation,. Il est resté président jusqu'en novembre 2006, date à laquelle le gouvernement l'a démis de ses fonctions.

## Coup d'État de 1996
Abu Saleh Mohammad Nasim a organisé un coup d'État militaire avorté en 1996. Le 19 mai 1996, Abdur Rahman Biswas, président du Bangladesh sous un gouvernement intérimaire, a ordonné au lieutenant-général Nasim de forcer la retraite du major-général Morshed Khan, commandant du cantonnement de Bogra, et du brigadier Miron Hamidur Rahman, chef adjoint des Bangladesh Rifles (en),. Les deux officiers avaient publié des déclarations exprimant leur mécontentement à l'égard de la situation du pays. Le président pensait qu'ils étaient impliqués dans des activités politiques avec des partis d'opposition. Nasim a refusé d'obtempérer. Le lendemain, Biswas le licencie et envoie des soldats contrôler les stations de radio et de télévision publiques. Ce jour-là, à midi, Nasim a ordonné aux soldats des divisions de Bogra, Jessore et Mymensingh de marcher vers Dacca. Le major général Imamuzzaman Chowdhury de la neuvième division d'infanterie, qui commandait la division située le plus près de Dacca, est resté fidèle au président. Il a ordonné le retrait de tous les bateaux et ferries de la rivière Jamuna dans le port d'Aricha, afin que les divisions Bogra et Jessore ne puissent pas traverser la rivière.